# Alexiídeos
Alexiídeos (Alexiidae) é uma família de besouros, na subordem Polyphaga, anteriormente incluída na família Cerylonidae. Alexiidae são besouros muito pequenos, quase meio esféricos com antenas batidas. Eles são fungívoros encontrados em serapilheira ou madeira em decomposição. A família contém o único gênero Sphaerossoma com as seguintes espécies:
- Sphaerosoma algiricum (Reitter, 1889)
- Sphaerosoma alutaceum (Reitter, 1883)
- Sphaerosoma antennarium Apfelbeck, 1909
- Sphaerosoma apuanum Reitter, 1909
- Sphaerosoma bicome Peyerimhoff, 1917
- Sphaerosoma bosnicum (Reitter, 1885)
- Sphaerosoma carniolicum Apfelbeck, 1915
- Sphaerosoma carpathicum (Reitter, 1883)
- Sphaerosoma circassicum (Reitter, 1888)
- Sphaerosoma clamboides (Reitter, 1888)
- Sphaerosoma compressum (Reitter, 1901)
- Sphaerosoma corcyreum (Reitter, 1883)
- Sphaerosoma csikii Apfelbeck, 1915
- Sphaerosoma diversepunctatum Roubal, 1932
- Sphaerosoma fiorii Ganglbauer, 1899
- Sphaerosoma globosum (Sturm, 1807)
- Sphaerosoma hemisphaericum Ganglbauer, 1899
- Sphaerosoma hispanicum Obenberger, 1917
- Sphaerosoma laevicolle (Reitter, 1883)
- Sphaerosoma latitarse Apfelbeck, 1915
- Sphaerosoma lederi (Reitter, 1888)
- Sphaerosoma leonhardi Apfelbeck, 1915
- Sphaerosoma libani Sahlberg, 1913
- Sphaerosoma maritimum (Reitter, 1904)
- Sphaerosoma merditanum Apfelbeck, 1915
- Sphaerosoma meridionale (Reitter, 1883)
- Sphaerosoma nevadense (Reitter, 1883)
- Sphaerosoma normandi Peyerimhoff, 1917
- Sphaerosoma obscuricorne Obenberger, 1917
- Sphaerosoma obsoletum (Reitter, 1883)
- Sphaerosoma paganetti Obenberger, 1913
- Sphaerosoma piliferum (Müller, 1821)
- Sphaerosoma pilosellum (Reitter, 1877)
- Sphaerosoma pilosissimum (Frivaldszky, 1881)
- Sphaerosoma pilosum (Panzer, 1793)
- Sphaerosoma pubescens (Frivaldszky, 1881)
- Sphaerosoma punctatum (Reitter, 1878)
- Sphaerosoma puncticolle (Reitter, 1883)
- Sphaerosoma purkynei Obenberger, 1917
- Sphaerosoma rambouseki Apfelbeck, 1916
- Sphaerosoma reitteri (Ormay, 1888)
- Sphaerosoma rotundatum Obenberger, 1913
- Sphaerosoma scymnoides (Reitter, 1885)
- Sphaerosoma seidlitzi (Reitter, 1889)
- Sphaerosoma shardaghense Apfelbeck, 1915
- Sphaerosoma solarii Reitter, 1904
- Sphaerosoma sparsum Reitter, 1909
- Sphaerosoma sturanyi Apfelbeck, 1909
- Sphaerosoma subglabrum Peyerimhoff, 1917
- Sphaerosoma sublaeve (Reitter, 1883)
- Sphaerosoma tengitinum Peyerimhoff, 1917
- Sphaerosoma vallambrosae (Reitter, 1885)
- Sphaerosoma winneguthi Apfelbeck, 1915

## Espécie-tipo
Tem havido considerável confusão quanto à espécie-tipo e autoria do gênero; a maioria das fontes mais antigas considera o autor e a espécie Sphaerossoma quercus Samouelle, 1819. Esse nome é agora considerado um nomen nudum, e o nome válido para a espécie de Samouelle é Sphaerossoma piliferum (Müller, 1821) . A espécie-tipo é agora considerada como Sphaerosoma quercus Stephens, 1832, que é em si um sinônimo júnior de Sphaerosoma pilosum (Panzer, 1793).